# Axel Reitel
Axel Reinhard Reitel (* 7. April 1961 in Plauen, Vogtland) ist ein deutscher Schriftsteller.

## Leben und Wirken
Reitel wuchs in der DDR in einer von der SAG Wismut geprägten Familie auf. Zu seinen frühen Gedichtthemen gehören der im DDR-Alltag zutage tretende Ost-West-Zwiespalt. 1978 und 1981 wurde er durch das Ministerium für Staatssicherheit verhaftet und wegen Missachtung staatlicher Symbole zu sechs Monaten Jugendhaft beziehungsweise wegen Vorbereitung zur landesverräterischen Nachrichtenübermittlung zu 48 Monaten Freiheitsentzug verurteilt. Der zweiten Verurteilung ging eine „Protestaktion in Plakatform“ (Bundesarchiv Berlin) am 13. Februar 1981 in Plauen voraus. Auf Vermittlung seines Bruders Ralf Reitel wurde er 1981 Prisoner of conscience von Amnesty International.
Im Dezember 1981 beteiligte sich Reitel am mehrtägigen Protest von insgesamt 350 politischen Häftlingen im Zuchthaus Cottbus gegen die Verhängung des Kriegsrechts in Polen und aus Sympathie für die neue polnische Gewerkschaftsbewegung Solidarność. Die Bundesrepublik Deutschland kaufte ihn am 4. August 1982 frei. Im Jahr 1984 erschien sein Prosadebüt in dem polnischen Exilantenmagazin Archipelag, das in Westberlin erschien. Ebenfalls im Jahr 1984 wurde er Vater einer Tochter.
Von 1985 bis 1990 studierte Reitel Publizistik, Französisch und Spanisch an der Freien Universität Berlin (West) sowie Kunstgeschichte und Philosophie an der Technischen Universität Berlin (TU) (West). Während seiner Studentenzeit an der TU gründete er als Sänger und Komponist mit zwei Kommilitonen die vom Jazz, der Musik der Beatles und der Doors beeinflusste Rockband „Erste Lektion“, die bis 1988 bestand. Von 1986 bis 1990 arbeitete Reitel neben dem Studium als Bühnentechniker an der Schaubühne am Lehniner Platz sowie am Theater des Westens.
Am 18. November 1989 forderte Reitel zusammen mit Bernd Markowsky, Udo Preissler und Utz Rachowski in der tageszeitung die Offenlegung der politischen Justiz und ihrer Methoden, die Freilassung aller politischen Gefangenen sowie deren Rehabilitierung. Am 1. Dezember 1989 hielt Jürgen Fuchs die Eröffnungsrede des Wolf-Biermann-Konzerts in Leipzig. 77 Autoren, darunter Reitel, unterzeichneten einen dem Minister für Kultur Dietmar Keller übergebenen Appell, in dem sie forderten: „Aufhebung der Zensur, Arbeitsmöglichkeiten für alle Künstler, auch für die ausgebürgerten. Für alle!“
Nach der Maueröffnung ging Reitel in seine Heimatstadt zurück. Für das Jahr 1990 erhielt er einen Arbeitsvertrag als Dramaturg des Theaters K im Malzhaus Plauen. Seit 1990 ist er freischaffender Autor. Er schreibt Prosa, Lyrik, Essay und Lieder. Sein Hauptthema ist „Die Deutschen und die offene Gesellschaft“. Von 1990 bis 1997 schrieb Reitel unter anderem für die Freie Presse, Die Welt, den Vogtland-Anzeiger und die Berliner Morgenpost.
Am 25. September 1991 wurden die Urteile des Kreisgerichts Plauen Stadt aus dem Jahr 1978 sowie des Bezirksgerichts Karl-Marx-Stadt aus dem Jahr 1981 mit Beschluss des 2. Rehabilitierungssenats des Bezirksgerichtes Chemnitz aufgehoben und Reitel rehabilitiert.
Im Jahr 1993 wurde Axel Reitel zusammen mit Utz Rachowski und Roland Erb Mitbegründer und Redakteur der Dresdner Literaturzeitschrift Ostragehege.
Im Jahr 1999 vertonte Reitel das Gedicht Liebe von Dagmar Hilarová, das 1944 im KZ Theresienstadt entstand, sowie das Gedicht Scheinwerfer von Jürgen Fuchs. Beide Lieder veröffentlichte er auf der CD ohne anzuklopfen. Die Uraufführung der Scheinwerfer fand am 26. Mai 1999 auf der Gedenkveranstaltung für Jürgen Fuchs in der Friedrich-Schiller-Universität Jena statt.
Von 2000 bis 2001 erforschte Reitel mit Zuwendungen der Bundesstiftung zur Aufarbeitung der SED-Diktatur den Jugendstrafvollzug in der DDR. Die Publikation wurde 2002 in der Reihe Sachbeiträge von der Landesbeauftragten Sachsen-Anhalt veröffentlicht.
Im Jahr 2003 begann Reitel eine Tätigkeit als freier Hörfunkautor der ARD. Im Laufe des Jahres 2004 folgten vier CDs umfassende Interviewaufnahmen mit dem Musiker Reinhard Fißler, die als Grundlage für eine 2006 vorgelegte Biografie dienten.
Von Juni 2007 bis Mai 2008 arbeitete er am Projekt „Geschichte der FDJ-Poetenseminare“ beim Forschungsverbund SED-Staat der FU Berlin. Das Projekt wurde mit einer Publikation (Arbeitspapiere 42/2008) abgeschlossen.
Seit 2015 ist Axel Reitel Mitglied des P.E.N.-Zentrum deutschsprachiger Autoren im Ausland und Mitarbeiter in dessen Sektion „Writers in Prison“. Von 2017 bis 2020 gehörte er dem P.E.N.-Vorstand an und gab 2018 bis 2019 den Newsletter mit heraus.
Am 12. Dezember 2016 erhielt Reitel die Solidarność-Dankbarkeitsmedaille und das Ehren-Diplom des Europäischen Zentrums der Solidarność in Danzig.
Von Sommer 2019 bis Sommer 2020 führte Reitel Interviews mit ehemaligen politischen Häftlingen zu ihren Hafterfahrungen und den daraus erwachsenden Konsequenzen, die in der Zeitschrift Die Politische Meinung erschienen. Zu den Interviewpartnern gehörten Bettina Wegner, Toni Krahl, Utz Rachowski, Gabriele Stötzer und Edda Schönherz.

## Auszeichnungen
- 1990: Alfred-Döblin-Stipendium
- 1991: Stipendium des Kultursenats Berlin
- 1991: Reisestipendium des Auswärtigen Amtes nach Budapest
- 1992: Reisestipendium des Auswärtigen Amtes nach Litauen
- 1993–1997: Stipendien des Freistaates Sachsen und der Kulturstiftung des Freistaates Sachsen
- 1997: Stipendiat der Kester-Haeusler-Stiftung (1. Bayerische Literaturtage)
- 1998: Literaturstipendium des Freistaates Sachsen
- 2000: Forschungszuwendungen der Bundesstiftung zur Aufarbeitung der SED-Diktatur
- 2001: Forschungszuwendungen der Bundesstiftung zur Aufarbeitung der SED-Diktatur
- 2002: Förderung durch den Kulturraum Vogtland
- 2003: Gabe des Bundespräsidenten Johannes Rau
- 2006: Reisestipendium des Auswärtigen Amtes nach Vietnam

## Nominierungen
- 2004: Robert-Geisendörfer-Preis („Selbsterziehung“ – MDR)
- 2004: Premios Ondas („Selbsterziehung“ – MDR)
- 2005: Goldener Igel („Spatensoldaten“ – MDR)
- 2008: Hohenschönhausen-Preis („Selbsterziehung“ & „Der Tod meines Bruders“ – MDR)
- 2011: Robert-Geisendörfer-Preis („Freigekauft“ – MDR)
- 2011: Deutscher Sozialpreis („Freigekauft“ – MDR)
- 2011: Prix Europa („Freigekauft“ – ARD)[16]
- 2012: Hohenschönhausen-Preis („Der Walnussbaum hat nicht gestört“ – MDR)
- 2013: DRK-Medienpreis („Der Walnussbaum hat nicht gestört“ – MDR)

## Preise
- 2016: Solidarność-Dankbarkeitsmedaille[17]

## Werke (Auswahl)
- Zündhölzer für ein Manöver. Erzählungen. Hunnenpresse, Berlin (West)1987.
- Poetisches Leben. Radio-Essay. Saarländischer Rundfunk 1989.
- Das Glück in Mäusebach. Erzählungen. Oberbaum, Berlin (West) 1989. ISBN 978-3-926409-98-0.[18]
- Das Exil und der Sandberg. Gedichte 1976–1990. Boesche, Berlin 1992. ISBN 978-3-923809-32-5.
- Gethsemane. Gedichte. Mit Utz Rachowski. Neupert-Verlag, Plauen 1992, ISBN 3-929039-16-8.
- Chopin. Minidrama. Uraufführung: Theater K im Malzhaus Plauen, 1991.
- Eine Stadt treibt ihre Teufel aus. Stück. Bühnenverlag Bernd Bauer 1992.
- Lyrik des 20. Jahrhunderts. Wochenendliche herausgegeben in: Freie Presse Chemnitz 1993–1994.
- Das Leben des unschuldigen Mörders Alexander Raimond. MDR Kultur 1994.
- Zeitalter der Fische. Erzählungen. Chemnitzer Verlag. Chemnitz 1996. ISBN 978-3-928678-30-8.
- Liebe Anarchie. Gedichte. fama-Verlags-Gesellschaft. Dresden 1996. ISBN 978-3-9804194-2-0.
- Menschen, Begegnungen. Kolumne 23 Folgen. Vogtland-Anzeiger, 1997.
- Paris, Paris. 15 Gedichte zu 15 Gemälden von Hubertus Giebe. Mit Hubertus Giebe. Galerie Weise, Chemnitz 1998, ISBN 3-00-003814-0.
- Die andere Seite des Lächelns oder Ein Terrier namens Stasi. Briefe an meine Freundin Demokratie. Essay in zehn Folgen, in: Freie Presse Plauen 1998, als Lesung im MDR Kultur 1999.
- Frohe Zukunft – Keiner kommt hier besser raus. Strafvollzug im Jugendhaus Halle. Die Landesbeauftragte für die Unterlagen des Staatssicherheitsdienstes der ehemaligen DDR in Sachsen-Anhalt, 312 Seiten, 2002.
- Selbsterziehung – Jugendstrafvollzug in der DDR. MDR und SFB 2003. ÜN: BR2 2004, Deutschlandradio 2005, MDR Figaro 2014.
- Spatensoldaten – Wehrdienst ohne Waffe in der DDR. MDR und RBB 2004, ÜN: BR2 2005.
- Grenzgänger – Kinderprostitution an der deutsch-tschechischen Grenze. MDR und RBB 2004.
- Junge Poeten zum Lernen gebeten – Die zentralen Poetenseminare der FDJ. Deutschlandradio 2005. ÜN: BR2 2005, MDR 2008.
- Jugendstrafvollzug in der DDR am Beispiel des Jugendhauses Halle. Köster-Verlag, 312 Seiten, 2006, ISBN 3-89574-585-5.
- Seelenbrennen. Ein Leben für die Musik. Gespräche mit Reinhard Fißler dem Sänger der Stern-Combo Meißen. 3-D-Verlag, 190 Seiten, 2007, ISBN 3-935478-49-6.
- Der Tod meines Bruders – Rekonstruktion eines vermeintlichen Unfalls. MDR und RBB 2007. ÜN: BR2 2012.
- Schöne Jugend. Jugendliche im Widerspruch zur DDR. Fünf Features. Köster-Verlag, 2008 (2. Aufl.) ISBN 978-3-89574-627-7.
- Die Zentralen Poetenseminare der FDJ von 1970 bis 1979. Arbeitspapiere 42/2008 des Forschungsverbund SED-Staat. Freie Universität Berlin 2008, ISSN 0942-3931.
- Freigekauft – Die geheimen Geschäfte mit politischen Gefangenen in der DDR. MDR und RBB 2010. ÜN: HR2 2011. WDR3 2011. Radio Bremen 2012. Deutschlandradio 2012.
- Hass auf Heimat – Die rechte Opposition der DDR. MDR und RBB 2011. ÜN:Deutschlandfunk Kultur 2017.
- Der Walnussbaum hat nicht gestört – Von der Vernichtung dreier Dörfer an der innerdeutschen Grenze.MDR und RBB 2012.
- Wer war Siegfried Heinrichs? Porträt des ost-westdeutschen Lyrikers und Berliner Verlegers. RBB kulturradio 2012.
- Verstrahlter Ruhm – Die Liquidatoren von Tschernobyl. DLF und MDR 2013.
- Nachtzensur. DDR und Osteuropa zwischen Revolte und Reaktorkatastrophe; fünf Features. Köster, Berlin 2013. ISBN 978-3-89574-842-4.
- Herzflur. Ausgewählte Gedichte. Glossen 38/2014.[19]
- Sommerofferte. Gedichte. Glossen 40/2015.[20]
- Poesiealbum 369.Auswahl von Edwin Kratschmer. Grafik von Hubertus Giebe. Märkischer Verlag Wilhelmshorst 2022.[21]

## Film (Protagonist)
- Lernt polnisch – DDR-Oppositionelle und die Solidarność. Deutsche Welle 2014.[22]

## Reden (Auswahl)
- Dankesrede zu Verleihung der Solidarność-Dankbarkeitsmedaille im Europäischen Zentrum der Solidarność in Gdańsk am 12. Dezember 2016.[23]

## Musik (Auswahl)
- Box Stop Yesternight. Erste Lektion Live 1987-1988 Neckargartsch und Berlin (West). DCD S.K.U.N.K.-Records, Plauen 1999.
- ohne anzuklopfen. Axel Reitel & collegium novum. CD Saxonia-Tonträgerproduktion. Plauen 2000.[24]
- Ghettos in petto. Axel Reitel & collegium novum, CD FARO-Music. Plauen 2002.
- Berlin. Axel Reitel & collegium novum. Single-CD FARO-Music. Berlin 2005.
- Liebe (in Theresienstadt). Elisabeth und Reiner Kunze gewidmet. Für Gitarre, Oboe und Stimme. 6 Blatt. Partituren, Berlin, 2007.